# Wojska Pomocnicze Sił Zbrojnych Komitetu Wyzwolenia Narodów Rosji
Wojska Pomocnicze Sił Zbrojnych Komitetu Wyzwolenia Narodów Rosji (ros. Вспомогательные войска ВС КОНР) – pomocnicza formacja wojskowa Sił Zbrojnych Komitetu Wyzwolenia Narodów Rosji pod koniec II wojny światowej.
4 marca 1945 r. w piśmie „Воля Народа” została opublikowana informacja o tworzeniu Wojsk Pomocniczych Sił Zbrojnych KONR. Następnie otworzono ich przedstawicielstwa na obszar Niemiec i Austrii. Na czele formacji stanął płk Grigorij W. Jaropud. Składała się ona z personelu technicznego i robotników, pracujących lub służących wcześniej w niemieckich zakładach lub odpowiednich oddziałach niemieckiej armii. Formacja podlegała bezpośrednio gen. Andriejowi A. Własowowi. Na bazie Zarządu Technicznego Komitetu Wyzwolenia Narodów Rosji, kierowanego przez inż. ppłk. K. I. Popowa, utworzony został sztab Wojsk Pomocniczych Sił Zbrojnych KONR. Jego szefem został płk Grigorij I. Antonow, a zastępcą inż. ppłk. K. I. Popow. Pierwszy odpowiadał za sprawy wojskowe, a drugi za techniczne. Sztab prowadził ścisłą współpracę z kierownictwem Organizacji Todt i Ministerstwem Uzbrojenia Alberta Speera. Pod sam koniec wojny został sformowany 1 batalion prac leśnych.
Sztab Wojsk Pomocniczych Sił Zbrojnych KONR składał się z:
- Oddziału Formowania, który prowadził nabór robotników i formował z nich oddziały roboczo-techniczne,
- Oddziału Kadr, który prowadził sprawy kadrowe personelu inżynieryjno-technicznego i kierował do poszczególnych prac – naczelnik płk Nikołaj A. Szokoli,
- Oddziału Operacyjnego, który kierował pracą oddziałów roboczo-technicznych,
- Oddziału Wojskowego, który prowadził szkolenie wojskowe członków oddziałów roboczo-technicznych,
- Oddziału Obozów, który zarządzał obozami, w których formowano oddziały roboczo-techniczne i obozami, w których przebywały rodziny ich członków,
- Oddziału Technicznego,
- Kancelarii,
- Oddziału Finansowego,
- Buchalterii,
- Oddziału Medyczno-Sanitarnego,
- Oddziału Gospodarczo-Transportowego,
- Oddziału Zaopatrzenia,
- Rady Technicznej.